# Tampere United
Maillots
Le Tampere United est un club finlandais de football basé à Tampere.

## Repères historiques
- 1998 : fondation du club par fusion de Tampere PV (fondé en 1930) et de FC Ilves (fondé en 1931). La fusion est révoquée la même année, Tampere PV et FC Ilves continuent à jouer dans les divisions inférieures.
- 2011 : le club est dissous des suites d'une exclusion infinie par la fédération finlandaise de football, causée par une affaire de corruption et de triche[2].

## Histoire
Le club est fondé en juin 1998. Le plan initial était de fusionner les 2 clubs du FC Ilves Tampere et du TPV Tampere mais le TPV préfère finalement continuer à jouer avec sa propre équipe. Le FC Ilves continue à jouer en seconde division finlandaise et Tampere United prend dans cette même division.
Dès sa première saison en 1999, le club réussit à monter en 1re division finlandaise, seulement 15 mois après sa formation. En 2000, ils terminent sixièmes de la ligue. Lors de leur troisième saison en ligue finlandaise, ils gagnent le championnat. En 2002 ils finissent cinquième et en 2003 ils finissent troisième de la ligue. En 2006, ils remportent pour la seconde fois le championnat de Finlande. Ils sont de nouveau sacré en 2007.
Ils sont éliminés par le Rosenborg BK lors du tour préliminaire de la ligue des champions 2007-2008. Le club est ensuite reversé en Coupe UEFA. Au premier tour, ils sont éliminés par les Girondins de Bordeaux. Au match aller, alors qu'ils mènent 2-1, ils s'inclinèrent finalement sur le score de 3-2. Au match retour, ils font match nul (1-1) au Stade Chaban-Delmas et sont donc éliminés de la compétition.
Le 14 avril 2011, le club est suspendu indéfiniment par l'Association finlandaise de football pour avoir reçu de l'argent d'une entreprise douteuse basée à Singapour connue pour le blanchiment d'argent et le trucage de matchs de football. Le club fut donc exclu de la Veikkausliga 2011, le club mis sous sommeil le temps de l'instruction et les joueurs sous contrat furent libérés. Les années suivantes, le club ne prit part à aucune compétition
En 2012 les supporters du Tampere United ont fondé un nouveau club nommé TamU-K qui repris les mêmes couleurs et un emblème proche. Le club commença en Kutonen, le 7e et dernier échelon du football finlandais.
L'année suivante, la Cour d'appel de Turku a constaté que l'ancien PDG Deniz Bavautdin et l'ancien président Harri Pyhältö étaient coupables de blanchiment d'argent.
En 2016, après 4 saison et 3 montées, le club qui évoluait en Kolmonen (4e échelon) eu de nouveau le droit d'utiliser le nom et l’emblème du Tampere United. À la fin de la saison, le club gagna aussi sur le terrain son accession au 3e échelon du football finlandais pour la saison 2017 : le Kakkonen.

## Palmarès
- Championnat de Finlande (3)
  - Champion : 2001, 2006, 2007
- Coupe de Finlande (2)
  - Vainqueur : 1990, 2007
  - Finaliste : 2001
- Coupe de la Ligue finlandaise (1)
  - Vainqueur : 2009
  - Finaliste : 2011